# Lignes de vie (film, 2004)
Pour les articles homonymes, voir Lignes de vie.
Pour plus de détails, voir Fiche technique et Distribution.
Lignes de vie (The Door in the Floor) est un film américain réalisé par Tod Williams sorti en 2004, adapté du roman Une veuve de papier de John Irving

## Synopsis
Aux États-Unis, un mari écrivain engage un assistant pour l'été. Ce dernier va chambouler la vie d'un couple qui a perdu deux de ses enfants dans un accident de voiture.

## Fiche technique
- Titre : Lignes de vie
- Autre titre : Un été à East Hampton
- Titre original : The Door in the Floor
- Réalisation : Tod Williams
- Scénario : Tod Williams d'après le roman Une veuve de papier de John Irving
- Musique : Marcelo Zarvos (en)
- Photographie : Terry Stacey
- Montage : Affonso Gonçalves
- Production : Anne Carey, Michael Corrente et Ted Hope (en)
- Sociétés de production : Focus Features, This Is That Productions, Revere Pictures, Good Machine
- Sociétés de distribution : Focus Features, Momentum Pictures (en) (Royaume-Uni)
- Pays :  États-Unis
- Genre : Comédie dramatique
- Durée : 111 minutes
- Dates de sortie : 
  -  États-Unis : 6 août 2004

## Distribution
- Elle Fanning (VQ : Juliette Mondoux) : Ruth Cole
- Jeff Bridges (VF : Richard Darbois ; VQ : Hubert Gagnon) : Ted Cole
- Kim Basinger (VQ : Anne Dorval) : Marion Cole
- Jon Foster (VQ : Sébastien Reding) : Eddie O'Hare
- Mimi Rogers : Evelyn Vaughn
- John Rothman : Minty O'Hare
- Harvey Loomis : Dr. Loomis
- Bijou Phillips : Alice
- Louis Arcella : Eduardo Gomez
- Robert LuPone : Mendelssohn
- Kristina Valada-Viars : Effie
- LeAnna Croom : Glorie Mountsier
- Claire Beckman : Mme. Mountsier
- Tod Harrison Williams : Thomas Cole
- Carter Williams : Timothy Cole